# Felix Aschwanden
Felix Aschwanden (* 27. Juli 1938; † 6. Dezember 2024) war ein Schweizer Gymnasiallehrer, der mehrere Publikationen zum Urner Sprach- und Kulturleben verfasste und dafür unter anderem den Innerschweizer Kulturpreis und den Dätwyler Preis erhielt.

## Leben
Aschwanden machte 1958 am Kollegium Karl Borromäus in Altdorf, der heutigen Kantonalen Mittelschule Uri, die Matura (Typus A). Er bildete sich darauf zum Sekundarlehrer aus und studierte schliesslich Romanistik. Das Lizentiat erhielt er 1964, worauf er an der Kantonalen Mittelschule Uri bis zu seiner Pensionierung 2003 Französisch, Deutsch und Geschichte unterrichtete. Ab 1984 wirkte er überdies als Prorektor des Untergymnasiums.

## Schaffen
Nach dem Tode Walter Clauss’ 1972, der an einem Wörterbuch der Urner Mundart gearbeitet hatte, übernahm er dessen Unterlagen, ergänzte sie und publizierte 1982 das Urner Mundartwörterbuch, worin 15'000 Wörter dokumentiert werden. Aus dieser ersten Version entwickelte er in jahrelanger Arbeit eine zweite Version, die 2013 erschien und 45'000 Lemmata umfasste.
In seinem Buch Uri und seine Mundart von 1994 orientierte er sich an der Forschungsrichtung Wörter und Sachen und verband das Urner Alemannisch mit der Urner Landschaft in Vergangenheit und Gegenwart. Das Buch Gschichtä unt Liätli üs em Ürnerland, das er 1996 zusammen mit Carl Waldi schrieb, bietet ein Panoptikum der verschiedenen im Kanton Uri gesprochenen Dialekte. Und das Buch Düä Bääbä von 2016 ist der Geschichte, Naturkunde und Kultur des Maderanertals gewidmet. 2016 half er schliesslich mit, in Isenthal den Urner «Mundartweg» zu eröffnen.

## Auszeichnungen
1983 erhielt Aschwanden für das Urner Mundartwörterbuch den «Innerschweizer Kulturpreis» der Innerschweizer Kulturstiftung. 2013/2014, nach dem Herauskommen des umfangreichen Neuen Urner Mundartwörterbuchs, wurde Aschwanden gleich dreimal geehrt. Von der Gemeinde Altdorf erhielt er die «Altdorfer Medaille». Von den Lesern und Leserinnen des Urner Wochenblatts und einer Jury wurde er zum «Urner des Jahres 2013» gewählt. Für sein Lebenswerk überreichte ihm schliesslich die Dätwyler Stiftung den «Dätwyler Preis».

## Publikationen
- (Fortsetzung und Abschluss von Walter Clauss’) Urner Mundartwörterbuch (= Grammatiken und Wörterbücher des Schweizerdeutschen in allgemeinverständlicher Darstellung. Band 8). Altdorf 1982.
- Uri und seine Mundart. Kulturgeschichtliches Sachwörter-Buch. Band 1: Landschaft zwischen Wildi und Zäämi (= 23. Jahresgabe der Volkshochschule Uri; zugleich Grammatiken und Wörterbücher des Schweizerdeutschen in allgemeinverständlicher Darstellung. Band 13). Altdorf 1994 [Band 2 nicht erschienen].
- mit Carl Waldis: Gschichtä und Liätli üs em Ürnerland. Altdorf 1996. [Buch mit einer CD.]
- «Düä Bääbä». Das Maderanertal. Altdorf 2006.
- Neues Urner Mundartwörterbuch (= Grammatiken und Wörterbücher des Schweizerdeutschen in allgemeinverständlicher Darstellung. Band 8). Altdorf 2013.
- Urner Mundartweg. Text. [o. O. 2016.]